# Geiselberg (Wien)

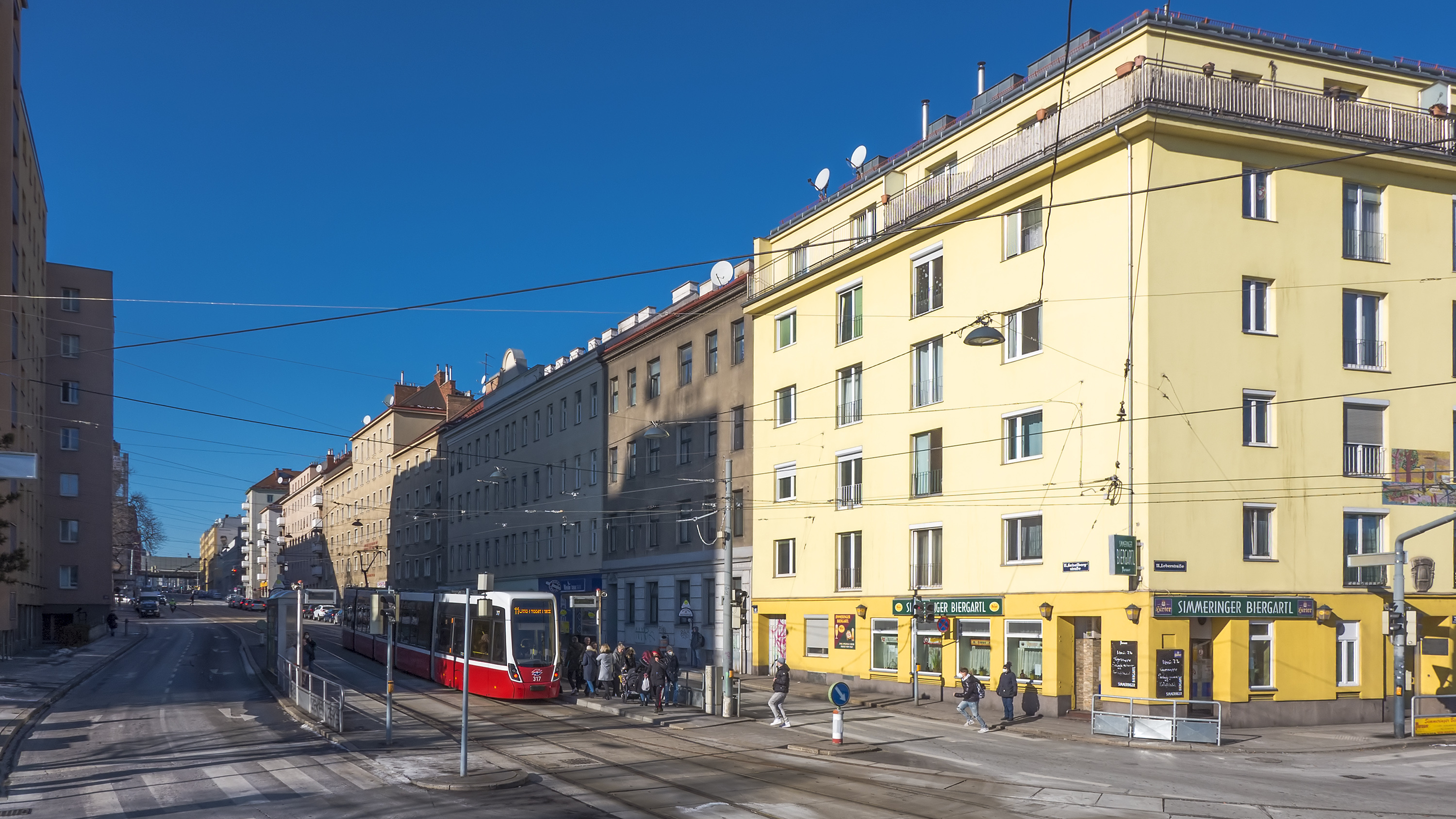
Die Geiselbergstraße Richtung Westen

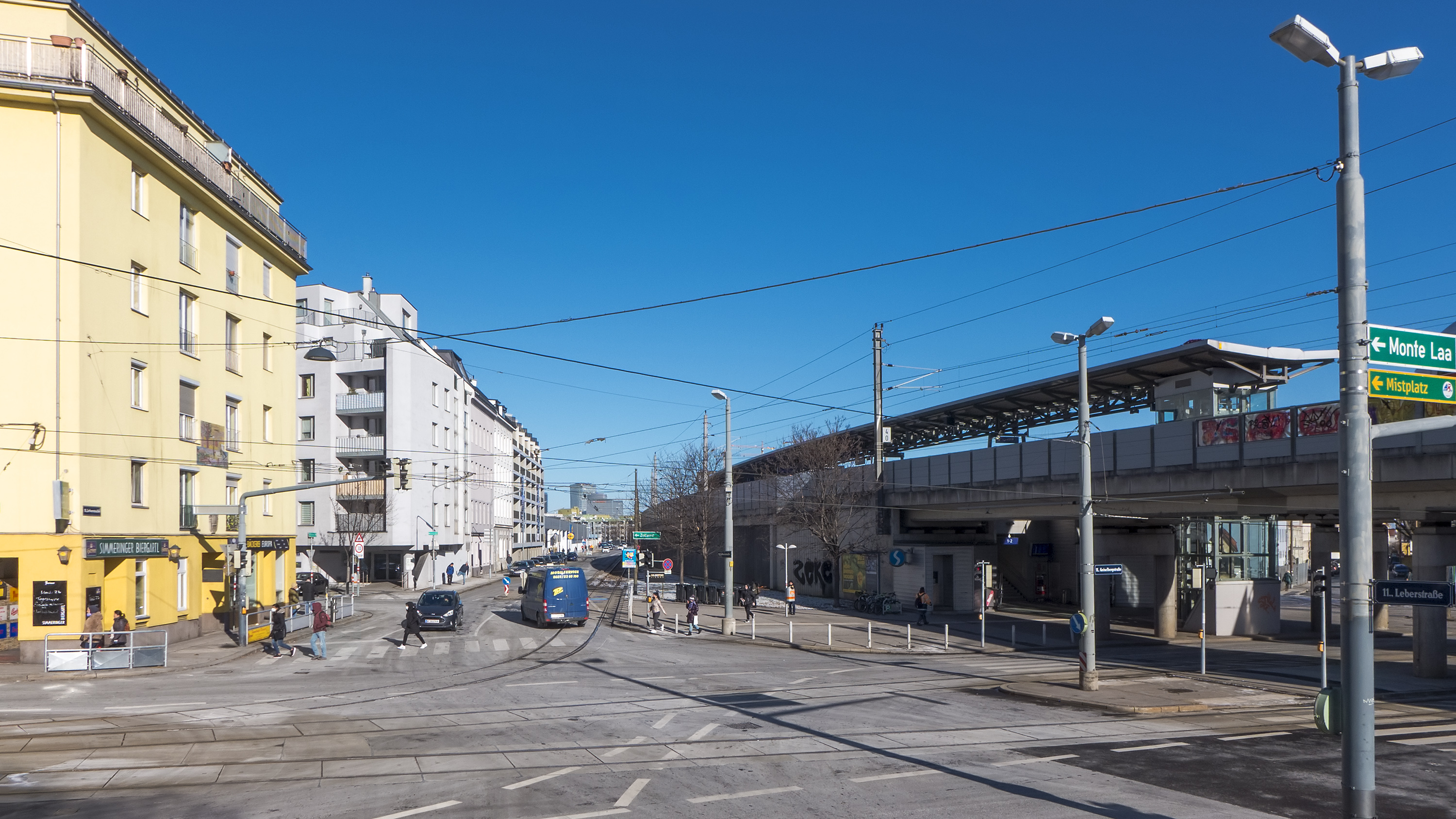
S-Bahn-Station Geiselbergstraße

Der Geiselberg ist ein Grätzl in Simmering, dem  11. Wiener Gemeindebezirk.
Der heute durch die Geiselbergstraße bekannte Stadtteil befindet sich im Westen des historischen Ortes Simmering und reicht bis an Favoriten heran. An der Kreuzung der Geiselbergstraße mit der in Hochlage verlaufenden, ehemaligen Aspangbahn befindet sich die S-Bahn-Station Geiselbergstraße der Linie S7, der ehemaligen Pressburger Bahn.

## Geschichte
Die bis ins 19. Jahrhundert bestehenden Fluren Obergeiselberg und Untergeiselberg wurden als Ackerflächen und teilweise als Weingärten genutzt. Ausgangspunkt für die spätere Entwicklung war der durchführende Wiener Neustädter Kanal, über den hier eine Brücke geschlagen wurde und sich in der Gründerzeit, als im Bett des Kanals die Aspangbahn errichtet wurde, zahlreiche Betriebe ansiedelten. Genannt seien die bis 1959 betriebene Spinnfabrik und Weberei auf dem Gräßlplatz und die bis heute existierenden Eisenbahnwerkstätten. Bekannt ist auch die von 1905 bis 1990 hier bestehende Süßwarenfabrik Victor Schmidt & Söhne. In dieser Zeit entstanden auch zahlreiche Wohnbauten, die heute das Grätzl bilden.

## Literarische Rezeption
Der hier lebende Dichter Karl Kaniak befasste sich in seinem Roman Die Geiselberger mit der Situation der Arbeiterschaft in Geiselberg.

## Persönlichkeiten
- Karl Kaniak (1872–1931), Drucker, Dichter und Sänger, lebte im Grätzl